# Ferdinand Piëch
Ferdinand Karl Piëch (Viena, Àustria, 17 d'abril de 1937 - Rosenheim, Alemanya, 25 d'agost de 2019) va ser un enginyer austríac.
Net de Ferdinand Porsche, fundador del grup Volkswagen, deté 13,2 % de les accions Porsche, dirigeix Porsche Salzburg i és president del consell de vigilància de Volkswagen AG de 2002 a 2015. Es retira totalment de Volkswagen l'any 2017 i torna a vendre les seves accions.

## Biografia

### Infantesa
Fill d'Anton Piëch i Louise Porsche, net de Ferdinand Porsche, Ferdinand Piëch va passar la seva infantesa a Àustria, a la petita ciutat de Zell am See .

### Els anys Porsche
L'any 1963, Ferdinand Piëch,amb 26 anys, és enginyer i comença a Porsche, a Stuttgart, on prova els nous motors. Quatre anys més tard, esdevé director d'aquest servei, abans d'accedir a la plaça de responsable d' investigació i del desenvolupament l'any 1969. És el creador del Porsche 911 i del seu motor de 6 cilindres amb plat de 2. És també responsable del programa Competició, que porta a la victòria els Porsche 908 i 917. El seu talent fa furor, però inquieta el seu oncle Ferry Porsche (perquè el veia com un malbaratador de fons), dissenyador del 356, que va distingir-se a les 24 Hores de Le Mans l'any 1951. Comprèn aleshores que no podrà accedir a les places neuràlgiques de Porsche, i es fa « despatxar ». Alguns anys més tard, Ferdinand Piëch dirà : « No he nascut a la bona branca de la família ».

### Els anys Audi
L'any 1972, Ferdinand Piëch entra a Audi (filial de Volkswagen AG). És llavors responsable del desenvolupament tècnic. Instaura noves normes de treball i ho prova absolutament tot ell mateix. Tres anys més tard, accedeix al directori del qual és president de 1988 a 1992. Dona llavors a la marca una imatge nova, sobretot en redissenyant ell mateix els cotxes i concebent nous motors. És a l'origen de les transmissions integrals Quattro i de l'Audi Quattro. Audi esdevé dues vegades campió del món dels ral·lis i es un competidor important de BMW i Mercedes-Benz. El cas d'Audi és un autèntic cas d'escola perquè cap marca no ha pujat tan ràpidament de la gamma mitjana a la més alta gamma.

### Els anys Volkswagen
L'any 1991, Volkswagen és en crisi Després del rescat de Seat i Škoda i el seu llançament a Brasil i a la Xina, les seves pèrdues s'eleven a més de dos mil milions de francs. Per redreçar la situació, Ferdinand Piëch és cridat a prendre la direcció de Volkswagen en lloc de Carl Hahn el primer de gener de 1993.
Per arribar a aquest lloc, va presentar un dels projectes més audaços: posar en comú el màxim d'elements possibles entre els cotxes per disminuir els costos. Exactament el contrari del que havia fet a Audi. Piëch preveu així d'economitzar més de tres mil milions de marcs per any. A més, té el suport de Gerhard Schröder, ministre-president de Baixa Saxònia. Aquest suport és important, perquè el Land té el 18,8 % del grup.
Nomena com a responsable de les compres Jóse Ignacio López de Arriortúa, llavors segon de Jack Smith, president de General Motors. Per persuadir-lo d'abandonar GM, Piëch li promet construir una fàbrica automoció al seu poble natal, Amorebieta-Etxano, a al Pais Basc, a Espanya. No serà mai construïda, i després de quatre anys de treball per a Volkswagen, López és despatxat.
Quan ocupa el seu lloc a la junta directiva, l'ambient als despatxos de Wolfsburg és tens. I per això, Ferdinand Piëch preocupa: en tres anys, fa fora vint-i-cinc membres de la junta directiva. Comenta així la seva arribada: « A Wolfsburg, m'esperaven amb un fusell, però no els he deixat temps de disparar. La productivitat exigida als obrers ha d'aplicar-se als dirigents » Els que queden han de renunciar als seus xofers, conduir ells mateixos els diferents cotxes del grup per tal de conèixer-los millor. Preocupat per la qualitat de fabricació, no vacil·la a anar ell mateix a casa dels proveïdors, amb visites sorpresa. Controla llavors de manera molt meticulosa la qualitat de les peces i es mostra intransigent amb els errors.
Ferdinand Piëch concreta el seu somni d'infantesa tornant a comprar en alguns mesos Bentley, Bugatti i Lamborghini per a compte de Volkswagen. Demana llavors als enginyers de Volkswagen de concebre un nou motor W16 per a Bugatti. Aconsegueix així el seu objectiu de constitució d'un imperi automoció.

#### Un conductor apassionat
Conegut pel seu puny de ferro, Ferdinand Piëch és també reconegut per la seva habilitat com a conductor. Segons el seu entorn, fins i tot els seus guardaespatlles no arriben a seguir-ho quan agafa el volant. Dues vegades cada any, porta alguns dels seus assalariats (enginyers, tècnics o altres) al que anomenen l'operació Turquia. L'objectiu és provar els cotxes (del grup i de les marques competidores) en condicions extremes : amb un fred siberià o amb un calor sahrauí. L'objectiu no és només provar els cotxes, sinó també els homes.

#### El consell de vigilància
L'any 2002, Ferdinand Piëch abandona la direcció operativa de Volkswagen. Esdevé tanmateix president del consell de vigilància del grup. En dimiteix el 25 d'abril de 2015.
La seva vídua es veu sotmesa a una « clàusula de celibat ». No podrà conservar la fortuna heretada del seu marit si no renuncia a tornar-se a casar.

### Defunció
Ferdinand Piëch mor « sobtadament i de manera inesperada » el 25 d'agost de 2019 a l'edat de 82 anys.

## Cotxes desenvolupats per Ferdinand Piëch
- Porsche 917
- Audi Quattro
- Volkswagen Golf IV
- Bugatti Veyron 16.4
- Volkswagen XL1
- Volkswagen Passat
- Volkswagen Phaeton
- Audi 5000
- Audi 100
- Audi 200

## OPA de Porsche sobre Volkswagen
Sobrepassant el llindar del 30 % dels drets de vot a Volkswagen i tenint un benefici que s'avalua en mil milions, Porsche llança una OPA sobre Volkswagen el 30 d'abril de 2007. Ferdinand Piëch, no té dubtes que aquesta ofensiva ha de reeixir. Wolfgang Porsche, benjamí dels fills de Ferry Porsche i cosí de Ferdinand, llavors al cap del comitè de vigilància de l'empresa familiar (i amb el suport de Wendelin Wiedeking), fa un pols per poder finalment sotmetre el seu cosí i l'imperi Volkswagen. Tanmateix, negligeix la importància de la « llei Volkswagen » que menciona entre altres que un inversor no pot tenir més del 20 % dels vots al consell de vigilància sigui quin que sigui el nombre d'accions que tingui. Wolfgang pensa llavors poder derogar el text com demana la Unió Europea però és sense comptar amb els recursos i les competències del seu cosí que arriba amb els seus contactes polítics a salvaguardar la llei. A continuació Volkswagen és la que es troba en posició de força i torna a comprar Porsche.